# 糖肽类抗生素

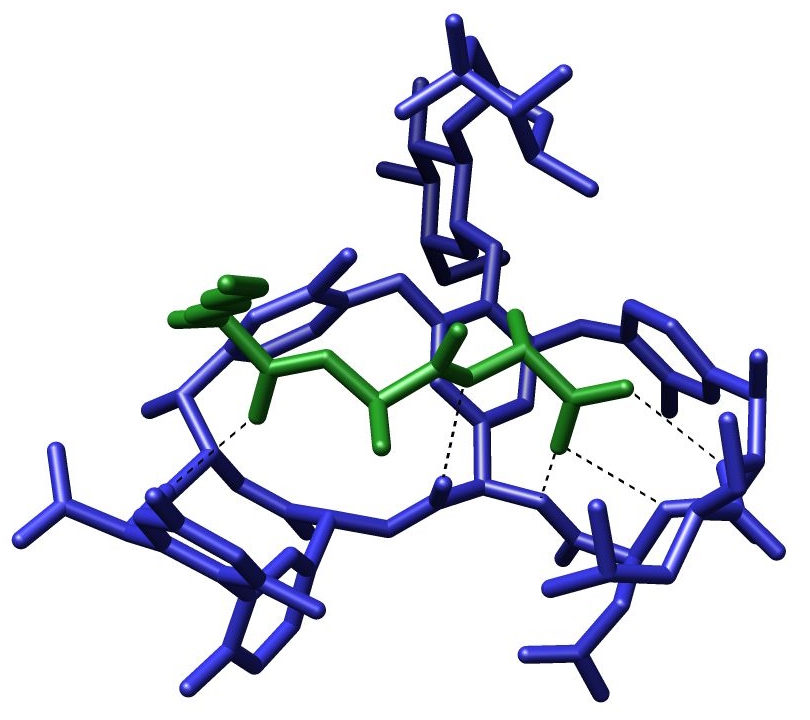
脂质II末端肽链（绿色）与糖肽类抗生素万古霉素（蓝色）通过氢键结合的示意图

糖肽类抗生素（glycopeptide antibiotic）是指一类化学本质为有糖基修饰的多肽链的抗生素。组成糖肽类抗生素的多肽可能是环形或线性，由属于非核糖体合成肽。糖肽类抗生素的达到杀菌效果的机制是抑制革兰氏阳性菌的细胞壁合成:28，这一过程分子层面的作用机制是糖肽类抗生素与肽聚糖前体之一的脂质II末端肽链结合，抑制脂质II整合到细菌细胞壁中，达到阻止细菌细胞壁合成的效果。
常见的糖肽类抗生素包括万古霉素、替考拉宁，以及相对较新的药物特拉万星、达巴万星和奥利万星。具有抗肿瘤活性的博来霉素也属于糖肽类抗生素。万古霉素是人类发现的第一种糖肽类抗生素，于20世纪50年代从土壤中的放线菌东方拟无枝酸菌中分离得来。

## 药理学

万古霉素的作用机制与抗药性机制

糖肽类抗生素带有三环或四环结构，核心是一段带有两个糖基修饰的七肽，因此得名“糖肽类抗生素”。糖肽类抗生素能通过抑制细胞壁合成杀灭革兰氏阳性菌。这一过程的分子机制是糖肽类抗生素能与肽聚糖前体之一的脂质II末端肽链结合，阻止脂质II整合到细菌细胞壁中，从而达到阻止细菌细胞壁合成的效果。糖肽类抗生素一般经肾消除。
具有抗肿瘤活性的糖肽类抗生素博来霉素通过与DNA结合，使DNA断裂达到抗肿瘤的作用。

### 抗药机制
万古霉素是目前临床上应用最为广泛的糖肽类抗生素，因此对糖肽类抗生素抗药性的研究一般都以万古霉素作为研究对象。因为糖肽类抗生素万古霉素常常会通过口服给药，在万古霉素应用于临床后，一部分接受万古霉素治疗病人肠道内的肠球菌开始出现万古霉素抗性。第一例抗万古霉素肠球菌（VRE）爆发发生在1988年。
部分细菌通过表现型的改变获得对糖肽类抗生素的抗药性，也有一部分抗糖肽类抗生素的细菌的基因型发生了改变。例如，抗万古霉素肠球菌中，一类名为van的基因控制对万古霉素的抗性。截至2018年，共有七种与万古霉素抗性相关的van基因获得报导，分别是vanA、vanB、vanC、vanD、vanE、vanF、vanG、vanL、vanM，以及vanN。其中vanA和vanB在临床上最为常见。vanA和vanB编码的特殊连接酶使脂质IIC端肽序列转从acyl-d-Ala-d-Ala变为acyl-d-Ala-d-Lac（其中，“acyl”代表酰基，d-Ala代表D-丙氨酸，Lac代表乳酸残基），使糖肽类抗生素难以与之结合。乳杆菌等革兰氏阳性菌拥有天然的万古霉素抗药性，因为它们脂质IIC端的肽序列本身就是d-Ala-d-Lac。具有中等万古霉素耐药性的金黄色葡萄球菌通过使细胞壁增厚获得对糖肽类抗生素的耐药性:30-31。

## 临床意义与副作用
万古霉素是临床上应用最广泛的糖肽类抗生素。传统上，临床医生将万古霉素视作对抗细菌的最后一道防线，当其他抗生素都无法生效时方才会启动万古霉素进行治疗，但具有万古霉素抗药性的菌株目前也逐渐增多。针对β-内酰胺类抗生素严重过敏的患者，医生也会考虑在必要时使用万古霉素进行治疗。
糖肽类抗生素万古霉素和替考拉宁都具有肾毒性，其中万古霉素的肾毒性相对较强。糖肽类抗生素的肾毒性具体机制尚不明确，一种假说认为糖肽类抗生素会从血液中渗透进入肾小管近曲小管，造成堆积。在通常情况下，糖肽类抗生素不会造成肾脏不可逆的损伤:65。

## 抗病毒活性
部分半合成的糖肽类抗生素具有对部分冠状病毒和逆转录病毒的抗病毒活性。其中，一些半合成的糖肽类抗生素能阻止艾滋病病毒（HIV）与细胞融合的过程。一部分半合成的糖肽类抗生素能通过阻断病毒生命周期中的一些早期步骤，达到阻止冠状病毒复制的目的，起到抗病毒作用。